# Waldemar Nowakowski (Grafiker)
Waldemar Nowakowski (geboren 10. November 1917 in Bialogródek, Russland; gestorben 30. Januar 1984 in Krakau) war ein polnischer Geodät und Grafiker. 

## Leben
Waldemar Nowakowski studierte Geodäsie an der Polytechnischen Universität in Warschau. Nach der deutschen Besetzung Polens 1939 engagierte er sich im polnischen Widerstand. Er wurde im Mai 1940 von der Gestapo verhaftet, zunächst zum Tode verurteilt und dann im Pawiak-Gefängnis in Warschau inhaftiert. Im August 1940 wurde er als politischer Häftling in das Konzentrationslager Auschwitz verlegt. Dort arbeitete er im Holzhof und als Fuhrmann im Landwirtschaftskommando. Nowakowski kam im August 1942 für zwei Monate in die Strafkompanie in das Konzentrationslager Auschwitz-Birkenau. Danach war er Schreiber und später Blockältester im Häftlingskrankenbau des Konzentrationslagers.
Während seiner vierjährigen Inhaftierung im Konzentrationslager Auschwitz schuf Nowakowski mehr als 300 Aquarelle auf Karton im Postkartenformat, in denen er die Lagerrealität darstellte. Im Auftrag der Lagerleitung bemalte er einige Wände von Häftlingsbaracken mit Landschaften. Im Jahre 1943 schuf er mit dem Mithäftling Tadeusz Borowski im Krankenbau ein illegales Theater. 
Im Oktober 1944 wurde Nowakowski in das Konzentrationslager Sachsenhausen verlegt und als Zwangsarbeiter in einem Betrieb der Flugzeugfabrik Heinkel-Werke Oranienburg eingesetzt. Im Januar 1945 gelangte er als Zwangsarbeiter in die 8. SS-Eisenbahnbaubrigade. 
Nach der Befreiung im Mai 1945 kam er im September 1945 zurück nach Polen, nahm ein Grafikstudium an der Akademie der Schönen Künste in Krakau auf und arbeitete danach als Lehrer und grafischer Künstler. In den Beständen des Museums  Auschwitz-Birkenau befinden sich mehr als 20 Zeichnungen des Künstlers aus der Zeit seiner KZ-Haft.